# Kapliczki przydrożne na Żegrzu i Ratajach w Poznaniu
Kapliczki przydrożne na Żegrzu i Ratajach – zabytkowe kapliczki zlokalizowane na Żegrzu i Ratajach w Poznaniu.

## Geneza i historia
Większość kapliczek obecnie znajdujących się w granicach miasta Poznania stawianych było na terenach dawnych wsi podmiejskich. Przeważnie są one starsze od otaczającej je zabudowy, a często stanowią jedyne świadectwo istniejącego dawniej wiejskiego krajobrazu. Pierwotnie Rataje były wsią bamberską i mimo włączenia ich w granice miasta już w 1925, aż do lat 60. XX w. zachowały charakter rolniczy. Począwszy od roku 1966 rozpoczęto budowę zespołu osiedli mieszkaniowych. W krótkim czasie zlikwidowano zabudowę wiejską i na terenach dawnej wsi powstało nowoczesne „blokowe” os. Piastowskie, ciągnące się od ul. Bolesława Krzywoustego wzdłuż ul. Ludwika Zamenhofa. Reliktem dawnej zabudowy na tym terenie jest kapliczka św. Antoniego stojąca przy ul. Ludwika Zamenhofa, dawnej szosie podmiejskiej łączącej Rataje ze Starołęką. Jedyna zachowana na Ratajach. Na przełomie lat 70. i 80. XX w. również na Żegrzu rozpoczęto budowę nowych osiedli mieszkaniowych. Na terenie Żegrza zachowały się trzy kapliczki przydrożne.

## Kapliczka św. Wawrzyńca
Usytuowana na Żegrzu, przy ul. Rzeczańskiej  na os. Stare Żegrze w Poznaniu. Administracyjnie na terenie jednostki pomocniczej miasta Poznania Osiedle Żegrze. Patronem kapliczki jest św. Wawrzyniec, popularny w Wielkopolsce opiekun przed ogniem. Kapliczka postawiona została w 1894 w podmiejskiej wówczas wsi, obok nieistniejącego obecnie domu fundatora, rzeźnika Andrzeja Rzyminiaka w intencji ochrony przed pożarami. Drewniana polichromowana figura świętego z II poł. XIX w. jest starsza od kapliczki. Autorem jest bamberski snycerz Tadeusz Gloger. We frontowym licu ściany kapliczki znajduje się wgłębny napis w tynku: „A 1894 R”. Czworoboczna, murowana, w całości otynkowana, dwupoziomowa z architrawem opartym na kolumnach. Prześwity między kolumnami zamknięte są kratą. Zwieńczona czterospadowym ceglanym daszkiem z krzyżem, ogrodzona drewnianym płotkiem. Kapliczka znajduje się na obszarze parafii pw. Najświętszej Bogarodzicy Maryi.

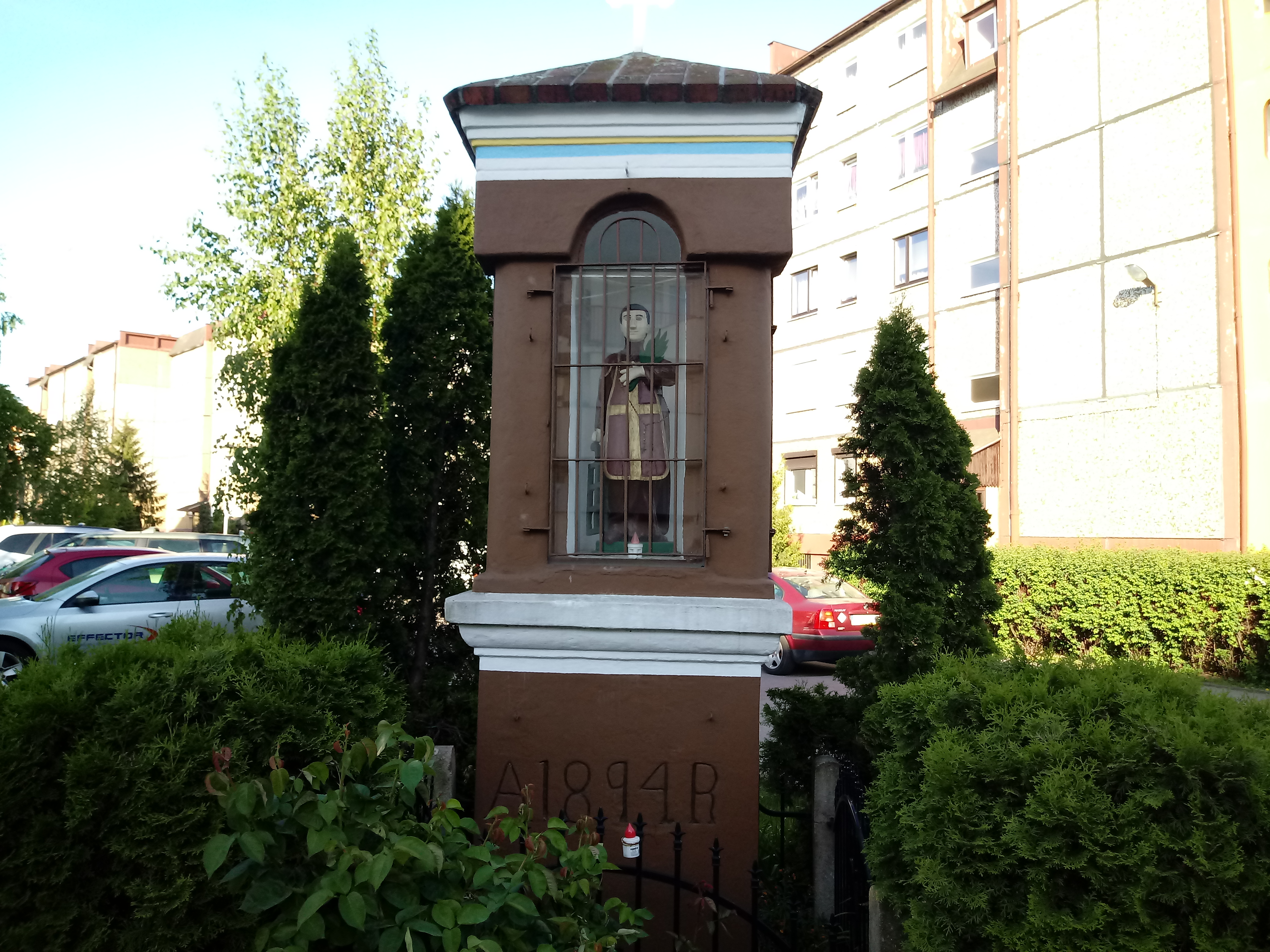

Na mapach: 52°22′57,0″N 16°57′54,7″E/52,382500 16,965194

## Kapliczka Serca Jezusa (Jana Chrzciciela)
Usytuowana na Żegrzu, przy ul. Rzeczańskiej 2 w Poznaniu, na terenie posesji Maksymiliana Piechowiaka. Administracyjnie na terenie jednostki pomocniczej miasta Poznania Osiedle Żegrze. Ufundował ją ojciec obecnego właściciela Stanisław Piechowiak w 1907, jako wotum dziękczynne, za łaski i błogosławieństwa udzielone rodzinie, krótko po wybudowaniu zachowanego do dziś domu. Pierwotnie w kapliczce znajdowała się figura Jana Chrzciciela. Kapliczka została zdewastowana przez Niemców w czasie II wojny światowej, którzy usunęli również z niej figurę. Odbudowana przez rodzinę Piechowiaków w 1946. Wtedy to do kapliczki wstawiono figurę Najświętszego Serca Pana Jezusa. W kształcie czworobocznego słupa, murowana z czerwonej cegły, podzielona dwoma gzymsami. Z czterospadowym daszkiem zwieńczonym żeliwnym krucyfiksem. W przeszklonym z trzech stron prześwicie ustawiono cynowo-ołowianą rzeźbę Najświętszego Serca Pana Jezusa. Poniżej we wnęce znajduje się wizerunek św. Stanisława wskrzeszającego Piotrowina. Pierwotnie znajdował się tam obraz św. Stanisława Biskupa i ryngraf Matki Boskiej Częstochowskiej. Kapliczka znajduje się na obszarze parafii pw. Najświętszej Bogarodzicy Maryi.

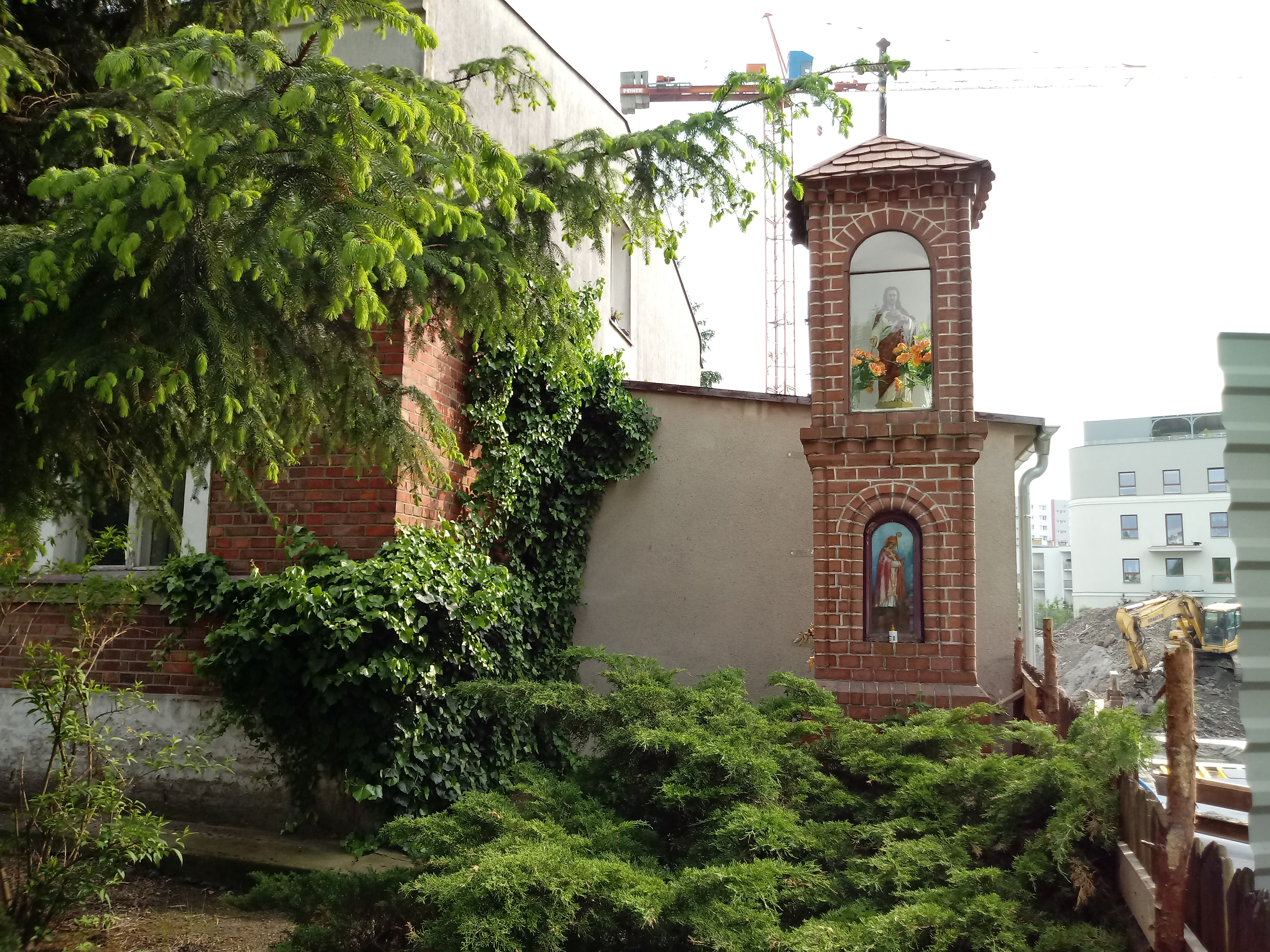

Na mapach: 52°23′04,08″N 16°57′50,35″E/52,384467 16,963986

## Kapliczka św. Rocha (św. Rocha i Matki Boskiej)
Usytuowana na Żegrzu, przy ul. Byteńskiej 6 w Poznaniu. Administracyjnie na terenie jednostki pomocniczej miasta Poznania Osiedle Żegrze. Kapliczka Św. Rocha (obrońcy przed zarazą) ufundowana została w II połowie XIX w. Fundatorami kapliczki, w podziękowaniu za ocalenie podczas epidemii cholery była rodzina Greków. Pierwotnie kapliczka była drewniana (XVIII/XIX w.) i miała kształt domku na słupie drewnianym. W górnej wnęce kapliczki znajdowała się ludowa figura św. Rocha i osobno, rzeźbiony pies. Poniżej w małej wnęce umieszczona była figurka Matki Boskiej w stylu ludowo-barokowym pochodząca prawdopodobnie z XVIII w. W 1891 ziemię wraz z kapliczką odkupiła od Greków, Marianna i Wojciech Leitgeberowie. Małżeństwo zobowiązało się dbać o kapliczkę. W 1939 Niemcy zniszczyli kapliczkę, a rzeźby wrzucili do rowu. Figurki przechowała Weronika Hirsch. Po wojnie została odbudowana w formie murowanej (z cegły), przez Jana Leitgebera, wnuka nabywcy gospodarstwa. W nowej kapliczce umieszczono ocalałe rzeźby. Pod niższą małą wnęką wyryto wówczas nieistniejący dziś napis upamiętniający fundatorów nowej kapliczki Jana Leitgebera i jego siostrę Weronikę Hirsch z domu Leitgeber: „23.6.1945/J.W.L./”. Do połowy lat 60. istniał zwyczaj dekorowania jej kwiatami w dniu 16 sierpnia. Mieszkańcy Żegrza i Rataj gromadzili się wtedy przed nią, modlili się i śpiewali pieśni religijne. W 1976 figurki z kapliczki zostały wpisane do rejestru zabytków województwa poznańskiego. W drugiej połowie lat 70. i na początku lat 80. zaczęto niszczyć starą zabudowę i stawiać bloki. Nastąpiło wywłaszczanie mieszkańców Żegrza. Aby ratować figurki, rodzina Misiów przekazała je w 1983  do Muzeum Pierwszych Piastów na Lednicy. Ostatnią właścicielką posesji przy ul. Byteńskiej 6, na której stoi kapliczka, była aż do czasu zburzenia domu ok. 1983 Zofia Miś z domu Leitgeber. W górnej wnęce umieszczono na polecenie proboszcza Henryka Szymczaka reprodukcję obrazu Matki Boskiej Częstochowskiej, a w dolnej wnęce reprodukcję Serca Jezusa i wazonik na kwiaty. W 2007 wstawiono ponownie figurkę. Wyrzeźbiona została przez jednego z parafian i przedstawia postać św. Rocha z psem. Czworoboczna, murowana, otynkowana, z półkolistym zadaszeniem. Wokół niski murek z jasnej cegły klinkierowej. Kapliczka znajduje się na obszarze parafii pw. Najświętszej Bogarodzicy Maryi.

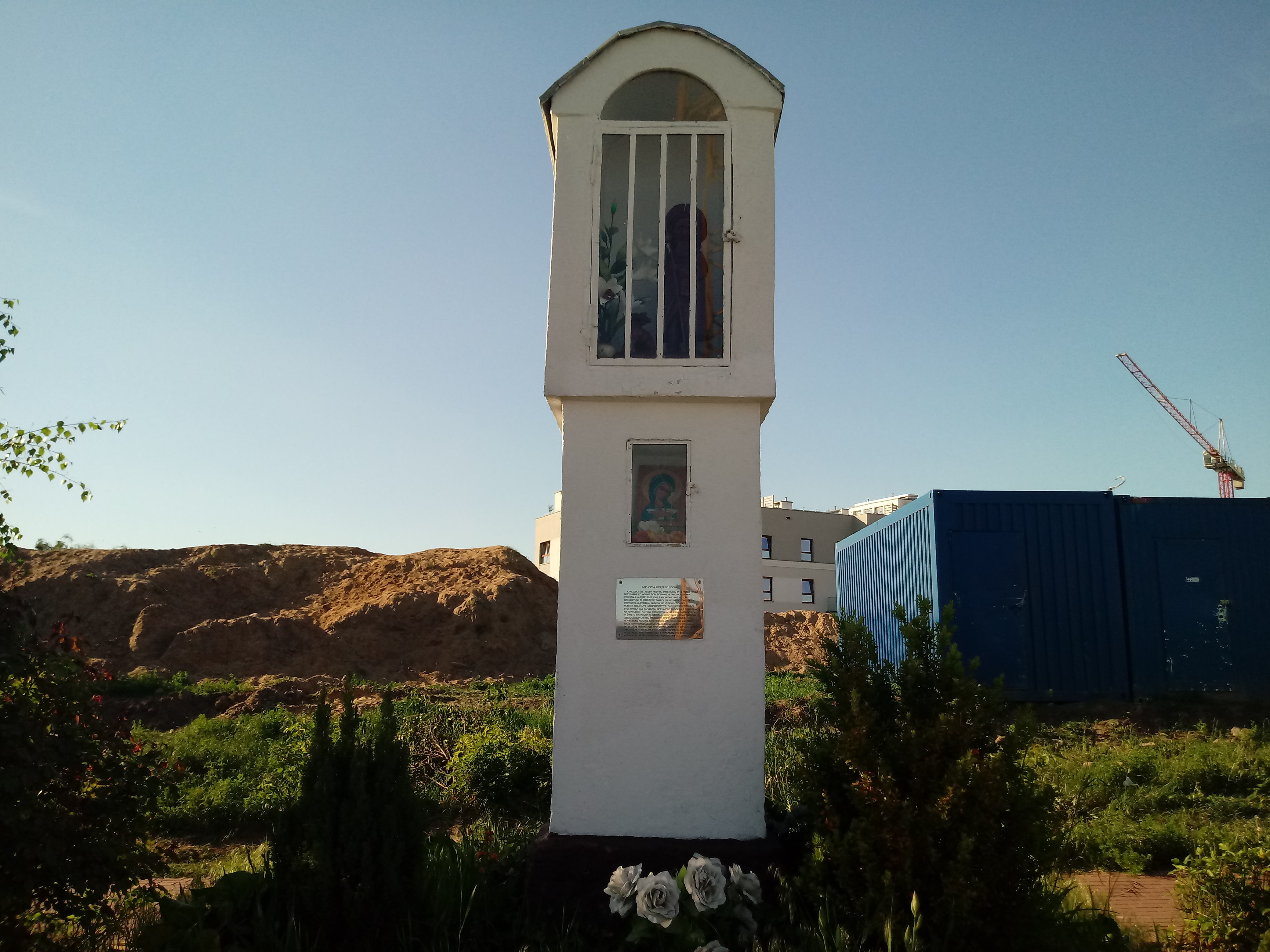

Na mapach: 52°22′59,7″N 16°57′46,9″E/52,383250 16,963028

## Kapliczka Serca Jezusa
Usytuowana pierwotnie na Żegrzu przy ul. Ostrowskiej  na obszarze obecnego os. Stare Żegrze w miejscu w którym, stoi market sieci Netto. w 1985 przeniesiona na ul. Doleńską 12 na teren posesji parafii rzymskokatolickiej kościoła p.w. Najświętszej Bogarodzicy Maryi na Żegrzu w Poznaniu. Przeniesiono figurę w nowe miejsce, w celu zabezpieczenia jej przed zniszczeniem, co związane było z likwidacją starej zabudowy o charakterze wiejskim na tym terenie. Figura Serca Jezusa znajdowała się wewnątrz oszklonej witryny. Kapliczka obecnie niezachowana. Na tym obszarze, powstaje niewielkie osiedle „Nowe Żegrze”, które realizuje firma Agrobex. Sama figura pochodząca z kapliczki została odnowiona i od sierpnia 2002 wieńczy cokół pomnika Najświętszego Serca Pana Jezusa stojący przed głównym wejściem do kościoła na os. Stare Żegrze 18. Administracyjnie na terenie jednostki pomocniczej miasta Poznania Osiedle Żegrze.

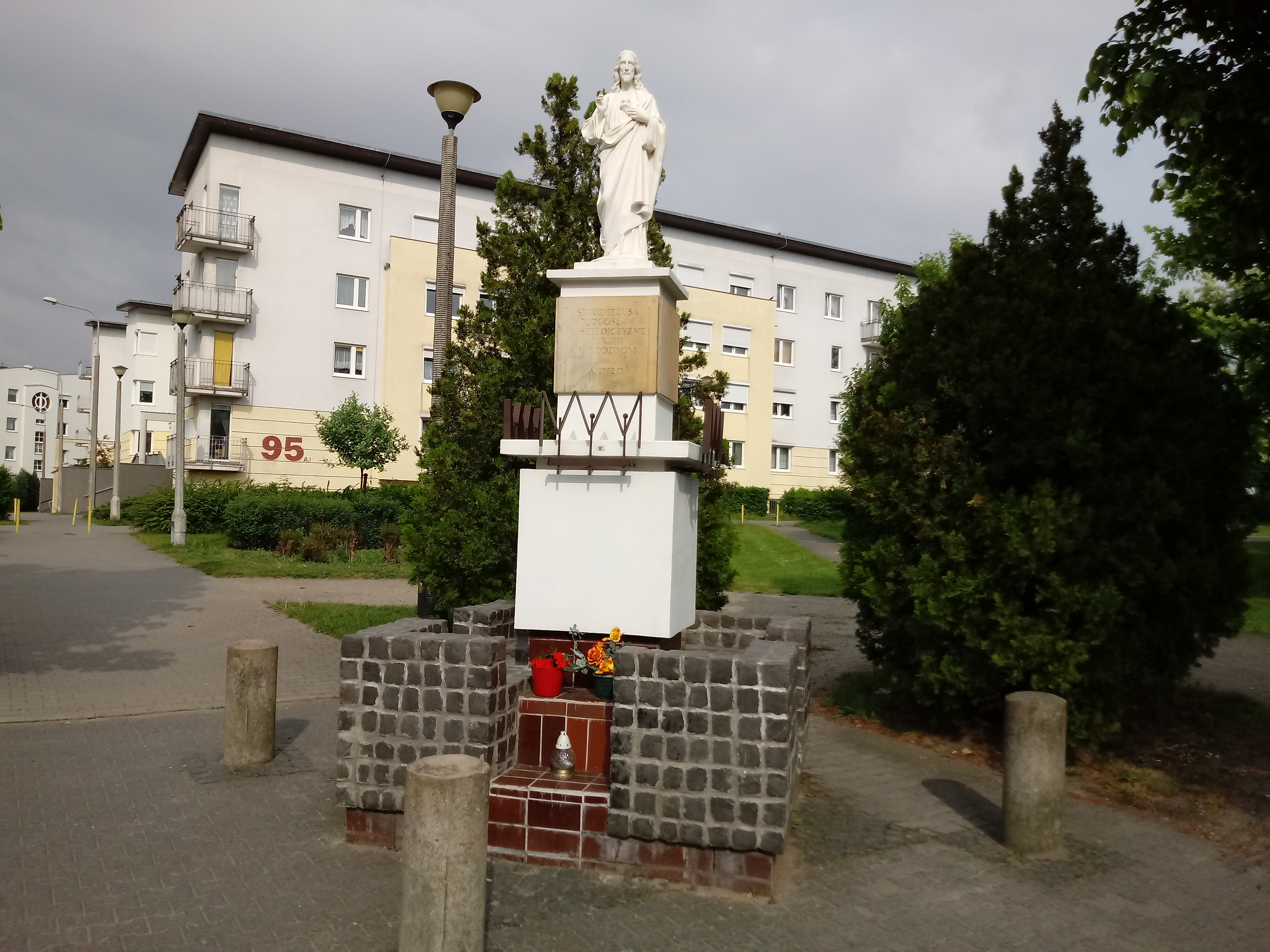

Na mapach: 52°22′53,8″N 16°57′47,8″E/52,381611 16,963278

## Kapliczka św. Antoniego
Usytuowana na Ratajach przy ul. Ludwika Zamenhofa 132 w Poznaniu. Administracyjnie na terenie jednostki pomocniczej miasta Poznania Osiedle Rataje. Pozostałość po osadnikach z Bambergu. Ufundowana przez rodzinę Walterów w 1889. Kapliczka postawiona została przez gospodarza bamberskiego ze wsi Rataje dla upamiętnienia śmierci syna Stanisława, zabitego od gromu w czasie orki wołami. Kapliczka zbudowana jest z cegły, z daszkiem czterospadowym i metalowym krucyfiksem. We wnęce umieszczono figurę św. Antoniego Padewskiego z Dzieciątkiem. We frontalnej części kapliczki wmurowano tablicę z napisem wyjaśniającym okoliczność jej ufundowania: „Pamiątka/ Stanisław Walter/ ur. 28 marca 1876/ zabity od gromu/ 10 lipca 1889/”. Po Walterach grunt, na którym znajduje się kapliczka był własnością Gutschego, a po I wojnie należał do Hamerskiego. Po 1945 był własnością firmy Hipolita Cegielskiego. Kapliczka znajduje się na obszarze parafii pw. Nawrócenia św. Pawła.

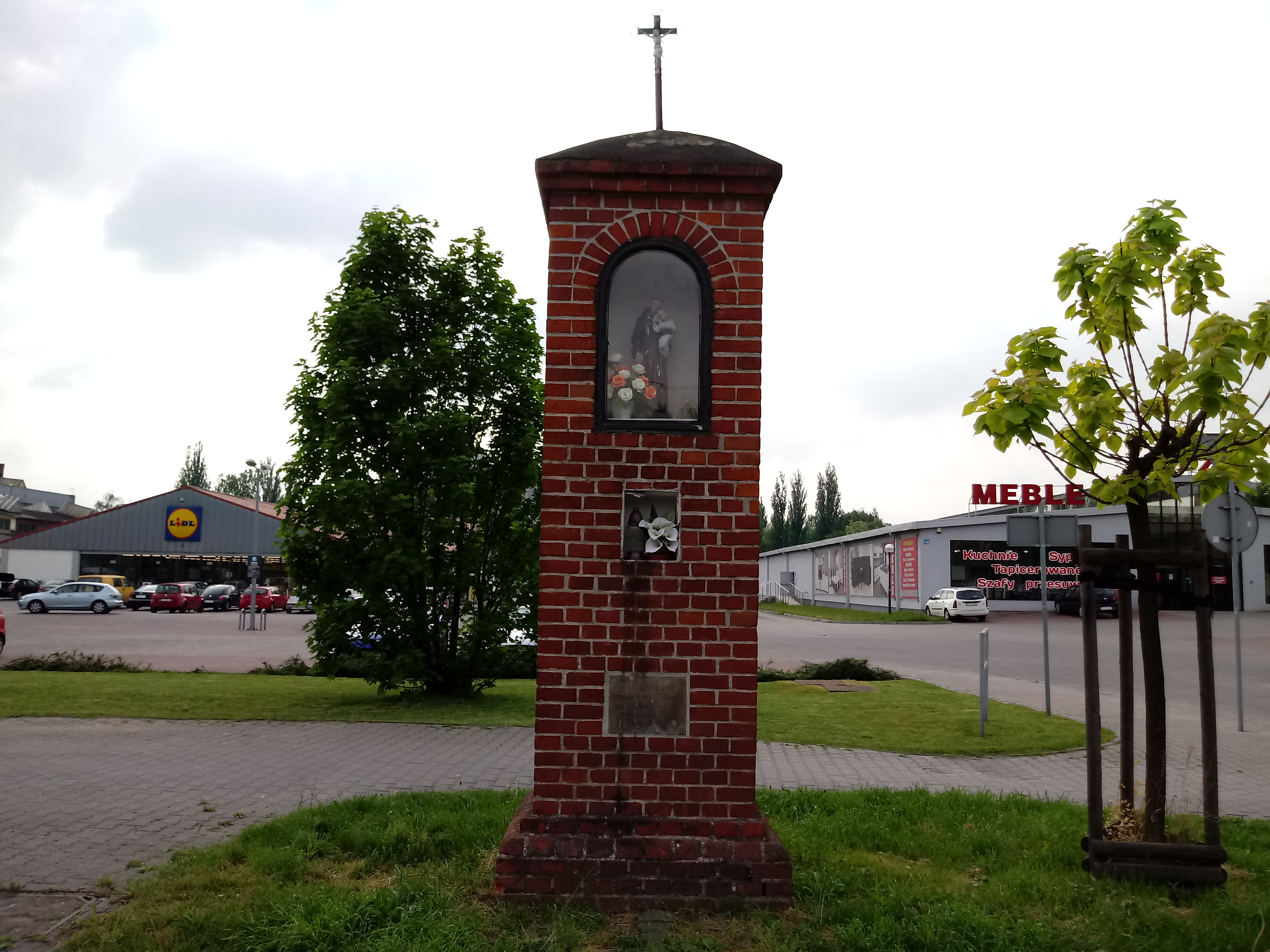

Na mapach: 52°23′07,0″N 16°56′40,4″E/52,385278 16,944556

## Kapliczka Matki Boskiej Nieustającej Pomocy
Usytuowana pierwotnie na Ratajach na obszarze obecnego os. Piastowskiego. Obecnie na dziedzińcu kościoła św. Rocha przy ul. Świętego Rocha w Poznaniu. Administracyjnie na terenie jednostki pomocniczej miasta Poznania Osiedle Rataje. W 1920 ratajski gospodarz Paweł Hamerski wystawił na swoim gruncie obok domu kapliczkę Matki Boskiej Nieustającej Pomocy. Gdy na Rataje „wkroczyła” betonowa zabudowa, a syn fundatora Wacław Hamerski w 1973 opuszczał swój dom, przeprowadzając się do bloku, zdecydował, aby kapliczkę przeniesiono na teren dziedzińca kościoła św. Rocha, co przyczyniło się do jej zachowania. Stoi w południowo-zachodnim rogu terenu przykościelnego, zwrócona frontem do kościoła. Na otynkowanym dwustopniowym cokole. Początkowo figura Maryi Panny z Dzieciątkiem znajdowała się w oszklonym z czterech stron, przykrytym daszkiem namiotowym i zwieńczonym krzyżem wnętrzu, obecnie niezachowanym. Przez swoje usytuowanie straciła charakter kapliczki przydrożnej. Kapliczka znajduje się na obszarze parafii pw. św. Rocha.

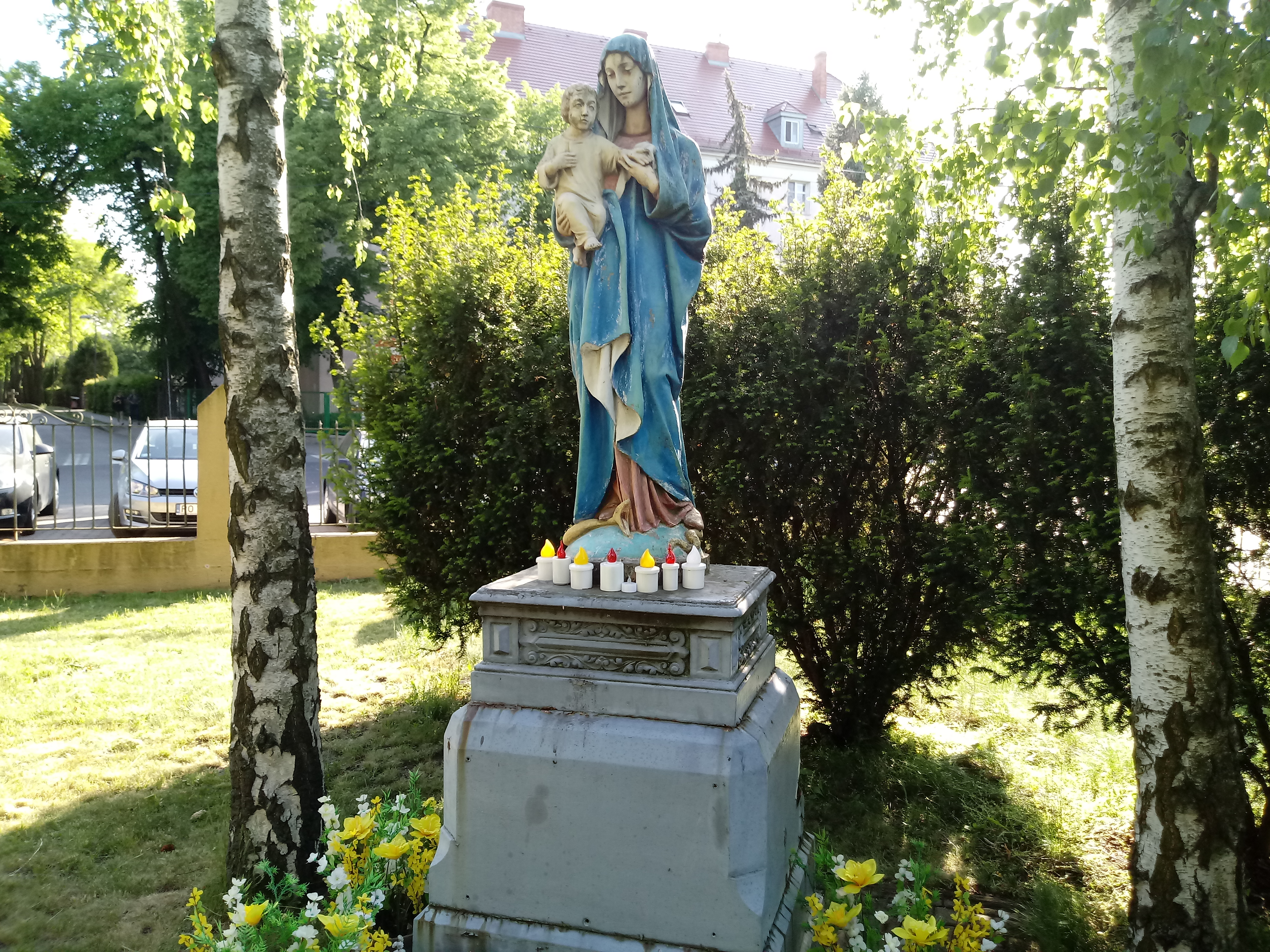

Na mapach: 52°24′00,7″N 16°56′53,8″E/52,400194 16,948278